# Neznělá alveolární laterální frikativa
Neznělá alevolární laterální frikativa je souhláska, která se vyskytuje v některých jazycích – mimo jiné ve velštině, kavkazských jazycích (avarština), jazycích původních obyvatel Ameriky (grónština) a v některých afrických jazycích (např. zulština).
Zapisuje se většinou různými spřežkami s l, například v jazyce asijských Hmongů jako hl, ve velštině jako ll, v grónštině se takto vyslovuje l, které následuje po t→tedy tl [t͡ɬ], a ll se vysloví dlouze [ɬː]. Tvoří znělostní pár se znělou alevolární laterální frikativou.

## Charakteristika
- Způsob artikulace: třená souhláska (frikativa). Vytváří se pomocí úžiny (konstrikce), která se staví do proudu vzduchu, čímž vzniká šum.
- Místo artikulace: dásňová souhláska (alveolára). Úžina se vytváří mezi jazykem a dásňovým obloukem.
- Znělost: neznělá souhláska – při artikulaci jsou hlasivky v klidu.
- Ústní souhláska – vzduch prochází při artikulaci ústní dutinou.
- Laterální souhláska – vzduch proudí převážně přes boky jazyka než přes jeho střed.
- Pulmonická egresivní hláska – vzduch je při artikulaci vytlačován z plic.